# John E. Pepper, Jr.
John E. Pepper, Jr. est le président du directoire depuis janvier 2007 de la société The Walt Disney Company succédant à George J. Mitchell et le chief executive officer du National Underground Railroad Freedom Center.

## Carrière
Pepper doit prendre sa retraite de président du directoire en mars 2012 et Robert Iger doit lui succéder tout en conservant en plus le poste de CEO jusqu'en mars 2015, Iger prévoit de prendre sa retraite en juin 2016.